# Kushok Bakula Rimpochhe Airport
Kushok Bakula Rimpochhe Airport är en flygplats i Indien.   Den ligger i unionsterritoriet Ladakh, i den norra delen av landet, 600 km norr om huvudstaden New Delhi. Kushok Bakula Rimpochhe Airport ligger 3 256 meter över havet.
Terrängen runt Kushok Bakula Rimpochhe Airport är varierad. Kushok Bakula Rimpochhe Airport ligger nere i en dal.  Trakten runt Kushok Bakula Rimpochhe Airport är nära nog obefolkad, med mindre än två invånare per kvadratkilometer. Närmaste större samhälle är Leh, 4,7 km nordost om Kushok Bakula Rimpochhe Airport. Trakten runt Kushok Bakula Rimpochhe Airport är ofruktbar med lite eller ingen växtlighet.